# Chris-Ann Gordon
Chris-Ann Gordon (ur. 18 września 1994) – jamajska lekkoatletka specjalizująca się w biegach sprinterskich.
Wraz z koleżankami z reprezentacji zdobyła w 2010 brązowy medal mistrzostw świata juniorów w sztafecie 4 x 400 metrów oraz złoto mistrzostw świata juniorów młodszych w 2011 w sztafecie szwedzkiej (podczas tej imprezy była także siódma w biegu indywidualnym na 400 metrów). Zwyciężyła w biegu na 400 metrów podczas mistrzostw panamerykańskich juniorów w Miramar na Florydzie (2011). Srebrna medalistka mistrzostw Ameryki Środkowej i Karaibów w biegu na 400 metrów (2013). W 2015 zdobyła złoty medal mistrzostw świata w Pekinie za bieg w eliminacjach sztafety 4 × 400 metrów. Srebrna medalistka igrzysk olimpijskich w Rio de Janeiro w biegu rozstawnym (2016).
Medalistka mistrzostw Jamajki. Stawała na podium CARIFTA Games.
Rekord życiowy w biegu na 400 metrów: 50,13 (25 czerwca 2017, Kingston). 